# Elizabeth Amolofo
Elizabeth Amolofo (née le 2 septembre 1981) est une athlète ghanéenne, spécialiste du sprint.

## Biographie

### Palmarès
| Date | Compétition            | Lieu        | Résultat | Épreuve   | Performance |
| ---- | ---------------------- | ----------- | -------- | --------- | ----------- |
| 2006 | Championnats d'Afrique | Bambous     | 1re      | 4 x 100 m | 44 s 43     |
| 2008 | Championnats d'Afrique | Addis-Abeba | 2e       | 4 x 100 m | 44 s 12     |
| 2010 | Championnats d'Afrique | Nairobi     | 3e       | 4 x 100 m | 45 s 40     |
| 2010 | Jeux du Commonwealth   | New Delhi   | 2e       | 4 x 100 m | 45 s 24     |

### Records
| Épreuve    | Performance | Lieu  | Date            |
| ---------- | ----------- | ----- | --------------- |
| 100 mètres | 11 s 91     | Abuja | 6 mai 2006      |
| 200 mètres | 24 s 12     | Alger | 21 juillet 2007 |
| 400 mètres | 54 s 25     | Vught | 8 juin 2008     |